# Robert Kotick
Robert A. Kotick, dit Bobby Kotick, est un homme d'affaires américain né le 10 septembre 1963. Il devient en 1991 le PDG du groupe vidéoludique Activision, puis d'Activision Blizzard après sa fusion en 2008. Notamment sous sa direction, Activision Blizzard devient célèbre pour le développement ou bien l'acquisition de franchises populaires telles que Call of Duty et Guitar Hero, mais aussi World of Warcraft et StarCraft (d'abord développés par Blizzard), ainsi que Candy Crush (développé par King).

## Direction d'Activision Blizzard
Kotick est l'auteur de la fusion d'Activision et de Blizzard, et les actionnaires d'Activision Blizzard approuvèrent Kotick comme PDG de la société fusionnée en juillet 2008. En 2018, Activision Blizzard bat le record de son histoire avec un chiffre d'affaires de 6,61 milliards d'euros, un bénéfice opérationnel de 1,75 milliard d'euros et un bénéfice net de 1,6 milliard d'euros mais malgré ces bénéfices il décide de se séparer de 800 employés.
Depuis le 29 décembre 2023, Bobby Kotick n’est plus PDG d’Activision Blizzard.

## Rémunération
En 2009, d'après un article du magazine Forbes, Robert Kotick a reçu approximativement 3,2 millions de $US en salaire, bénéfices, options et intérêts pour son travail avec Activision Blizzard, parmi lesquels 953 654 $ étaient du salaire. En 2013, Kotick était le second PDG le plus récompensé des États-Unis, touchant 64,9 millions de $US, majoritairement en parts. Entre salaire et vente d'options, Kotick perçoit près de 628,5 millions de dollars entre 2008 et 2022.

## Sources
1. ↑  (en) « Robert Kotick », sur giantbomb.com (consulté le 16 novembre 2016).
2. ↑  (en) « Stocks », sur Bloomberg.com (consulté le 27 décembre 2017).
3. ↑  (en) « Bobby Kotick - Activision | Blizzard: Senior Corporate Management », sur activisionblizzard.com (consulté le 27 décembre 2017).
4. ↑  (en) « Investors approve Activision Blizzard merger », sur Video Game Media (consulté le 9 juillet 2008).
5. ↑  Jarod, « Activision Blizzard a réalisé en 2018 les plus gros profits de son histoire », sur Gamekult, 13 février 2019.
6. ↑  Pierre Crochart, « Activision Blizzard va licencier 800 employés malgré une année 2018 record », sur Clubic, 13 février 2019.
7. ↑  (en) « Robert A. Kotick », sur Forbes.com (archive sur web.archive.org) (version du 25 mai 2010 sur Internet Archive).
8. ↑  (en) « Executive Pay by the Numbers », The New York Times, 29 juin 2013 (consulté le 30 juin 2013).
9. ↑  Oscar Lemaire, « Mieux comprendre la rémunération de Bobby Kotick », sur Ludostrie, 2 mai 2023.